# Miltogramma globularis
Miltogramma globularis är en tvåvingeart som först beskrevs av Johann Wilhelm Meigen 1824.  Miltogramma globularis ingår i släktet Miltogramma och familjen köttflugor.
Artens utbredningsområde är Italien. Inga underarter finns listade i Catalogue of Life.